# 사라 포레스티에
사라 포레스티에(Sara Forestier, 1986년 10월 4일 ~ )는 프랑스의 배우, 영화 감독이다.

## 출연 작품
- 레스키브 (2003)
- 사랑도 흥정이 되나요? (2005)
- 아스테릭스 3 - 바이킹스 (2006) - 목소리
- 9월의 어느 날 (2006)
- 향수: 어느 살인자의 이야기 (2006)
- 그들 각자의 영화관 (2007)
- 빗속의 산드린 (2008, Sandrine nella pioggia)
- 휴먼 (2009, Humains)
- 잡초 (2009)
- 사랑을 부르는 이름 (2010, Le Nom des gens)
- 내 사랑, 세르쥬 갱스부르 (2010)
- 트레이닝 데이: 비열한 거리 (2012, Une nuit)
- 러브 배틀 (2013, Mes séances de lutte)
- 수잔느 (2013, Suzanne)
- 러브 이즈 크라임 (2013)
- 옐로우버드 (2014) - 목소리
- 말로니의 두 번째 이야기 (2015)
- 오 머시! (2019, Roubaix, une lumière)
- 소피의 낭만적 연애와 그 후의 일상 (2021, Playlist)